# Kurt Adolff
Kurt Adolff (Stuttgart, Alemania; 5 de noviembre de 1921 – Kreuth, Alemania; 24 de enero de 2012) fue un piloto de carreras automovilísticas alemán que llegó a disputar una sola carrera de Fórmula 1 en el Gran Premio de Alemania de 1953.

## Fórmula 1
Debutó a la séptima carrera de la cuarta temporada de la historia del campeonato del mundo de la Fórmula 1, correspondiente al año 1953, disputando el 2 de agosto el Gran Premio de Alemania en el Circuito de Nürburgring.
Solo participó en esta carrera puntuable en el campeonato de Fórmula 1, retirándose al inicio de la prueba y no consiguió ningún punto en el campeonato de Fórmula 1.

## Resultados

### Fórmula 1
(Clave) (negrita indica pole position) (cursiva indica vuelta rápida)

| Año     | Escudería      | 1   | 2   | 3   | 4   | 5   | 6   | 7       | 8   | 9   | Pos. | Puntos |
| ------- | -------------- | --- | --- | --- | --- | --- | --- | ------- | --- | --- | ---- | ------ |
| 1953    | Écurie Espadon | ARG | 500 | NED | BEL | FRA | GBR | GER Ret | SUI | ITA | NC   | 0      |
| Fuente: |                |     |     |     |     |     |     |         |     |     |      |        |